# Promontory Point (Chicago)
Promontory Point (communément appelé The Point) est un parc public situé à Hyde Park, un secteur de la ville de Chicago, dans l'État de l'Illinois, aux États-Unis. Établi sur une péninsule d'une superficie de 16 ha, Promontory Point se trouve au 5491 South Lake Shore Drive et fait partie de Burnham Park, un parc beaucoup plus vaste s'étirant tout en longueur sur les bords du lac Michigan, et dont il constitue son extrémité sud.
Situé entre Harold Washington Park au nord et Jackson Park au sud, Promontory Point commence à l'ouest du tunnel de la 55th Street (le long de Stony Island Avenue) et reprend à l'est du tunnel (le long du bord du lac Michigan).
Lorsque les travaux visant à créer la partie sud de Burnham Park ont commencé en 1922, la construction de Promontory Point a débuté peu de temps après et s'est achevée en mai 1938. Aujourd'hui, le Promontory Point est sous la responsabilité du Chicago Park District, l'organisme chargé de la gestion et de l'entretien des parcs publics de la ville de Chicago.

## Description

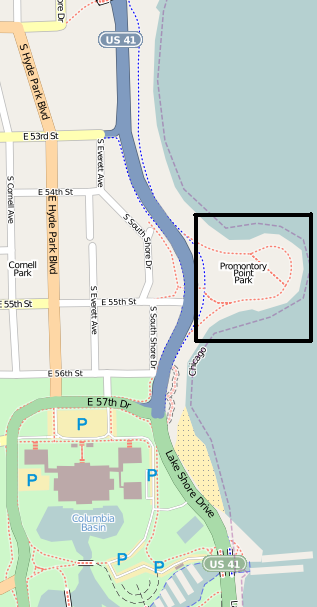
Situation du parc.

La péninsule de Promontory Point a été construite sur les bords du lac Michigan à partir de gravats et, à la fin des années 1930, elle était protégée par une digue et un revêtement. À l'origine, une plate-forme rocheuse a été construite en 1926 autour du périmètre de 3 100 pieds et, plus tard, en 1937-38, le revêtement actuel en blocs de calcaire et en gradins a été construit dans le cadre d'un projet de la Work Projects Administration (WPA) qui a pavé de blocs de calcaire l'ensemble du front de lac de Chicago. Ce revêtement en pierre calcaire, conçu et construit par les ingénieurs du Chicago Park District, consiste en une promenade au bord de l'eau avec quatre ou cinq marches étagées s'élevant vers la promenade principale du parc. Promontory Point abrite la seule section restante du revêtement en calcaire original de la WPA.
Situé au niveau de la 55th Street dans le quartier de East Hyde Park, à l'extrémité Est du secteur de Hyde Park, le Promontory Point a été ouvert au public en 1937. Alfred Caldwell, un disciple de l'architecte et paysagiste Jens Jensen, a conçu l'aménagement paysager, dans le style Prairie School mêlant la pierre à surface plate et la végétation. La conception de Caldwell comprenait des centaines d'arbres et d'arbustes à fleurs disséminés à travers la péninsule de 16 hectares (40 acres). Peu de plantations originales de Caldwell subsistent aujourd'hui.
On accède au parc par le Lakefront Trail (une voie piétonnière et cyclable longue de près de 30 km) et un tunnel qui passe sous la voie rapide de Lake Shore Drive à l'extrémité Est de la 55th Street. La fontaine commémorative David Wallach (David Wallach Memorial Fountain) se trouve à l'entrée du parc, immédiatement après la sortie du tunnel. Représentant un fauve dormant en boule, recroquevillé sur lui-même, la queue enroulée autour de son corps et la tête posée sur ses pattes avant, cette fontaine en marbre a été conçue en 1939 par le sculpteur Frederick Hibbard et sa femme Elizabeth afin de mettre à disposition de l'eau potable pour les visiteurs du site et les animaux des environs. Une plate-forme en ciment a été ajoutée au début des années 1960 à l'extrémité Est de la péninsule.
Pendant la guerre froide, le parc abritait également une tour radar de 150 pieds (46 m) pour le système de défense antimissile Hercules ; elle a été démantelée en 1971.

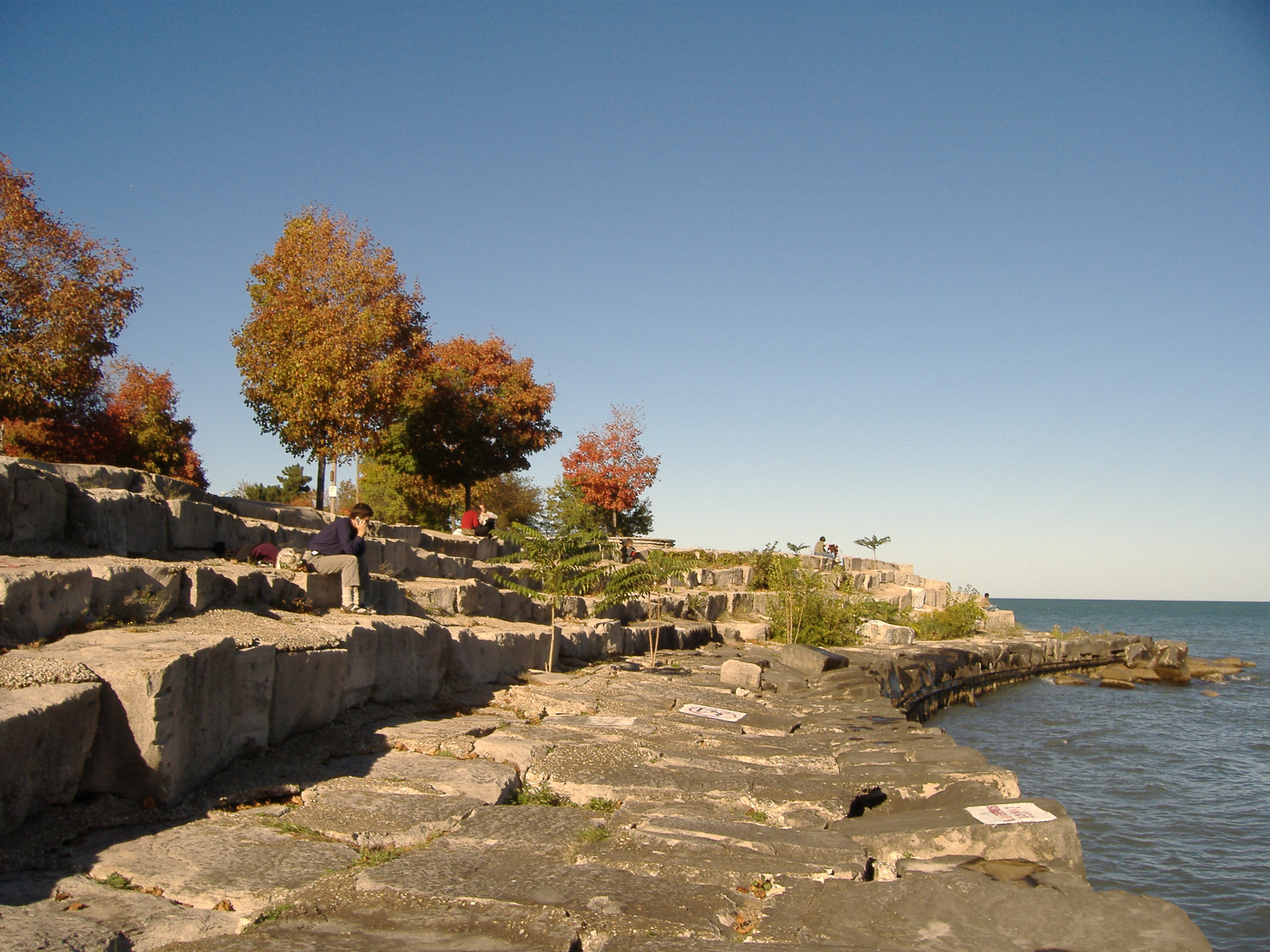
Côté sud de la péninsule.

The Point contient une maison de campagne appelée Promontory Point Field House, construite en 1937, dont l'extérieur est fait de pierre de Lannon du Wisconsin. En partie à cause de sa vue sur le lac et le paysage urbain qu'offrent les gratte-ciel de Chicago, c'est un lieu populaire pour les mariages et les événements publics. Les feux d'artifice estivaux qui ont lieu sur la jetée Navy sont souvent observables depuis le parc, en particulier le jour de l'Indépendance, lorsqu'un grand nombre d'habitants de Hyde Park et d'autres résidents des secteurs alentour s'y rassemblent. The Point est voisin du musée des Sciences et de l'Industrie (à Jackson Park) et de la 57th Street Beach.

## Lakefront Trail
Le Lakefront Trail (connu sous l'acronyme « LFT ») est un sentier arboré polyvalent de 29 kilomètres de long situé en bordure du lac Michigan, sur le territoire de la ville de Chicago. Il est populaire auprès des cyclistes, des joggeurs et des promeneurs. Il est conçu pour promouvoir les déplacements à vélo. Du nord au sud, il traverse Lincoln Park, Grant Park, Museum Campus, Burnham Park, Harold Washington Park et Jackson Park.

## Dans la culture populaire
- Dans le film Proof sorti en 2005, avec Gwyneth Paltrow, Jake Gyllenhaal et Anthony Hopkins qui montrent la ligne d'horizon de Chicago en arrière-plan depuis des bancs publics à Promontory Point.

- Dans le film High Fidelity sorti en 2000, avec John Cusack, ce dernier montre dans une très brève scène le revêtement de la pointe, les vagues du lac Michigan et un aperçu de la ligne d'horizon de Chicago.

## Galerie d'images

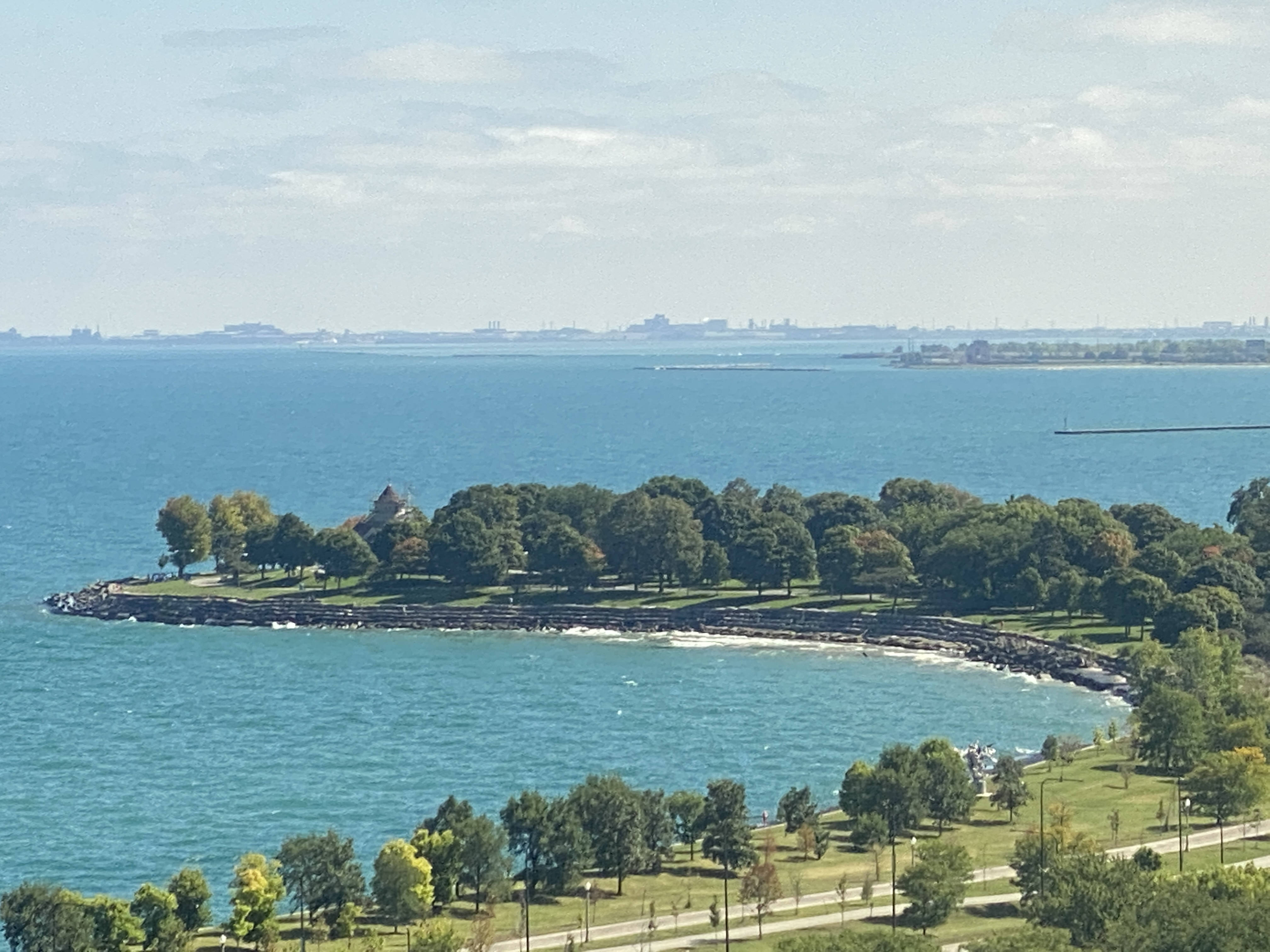
Promontory Point depuis Regents Park à Kenwood (vers le sud).
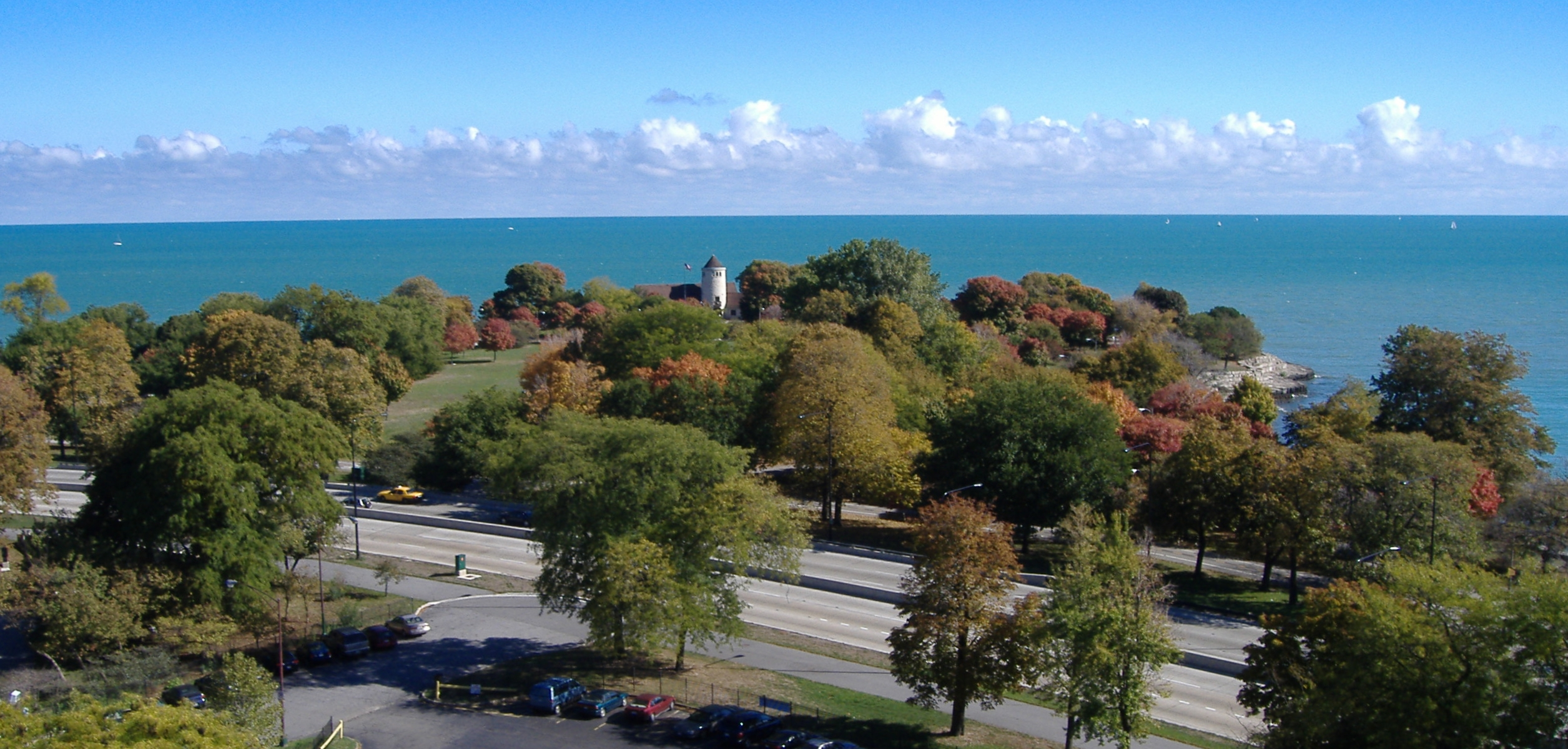
Promontory Point en automne (vue en direction de l'est).
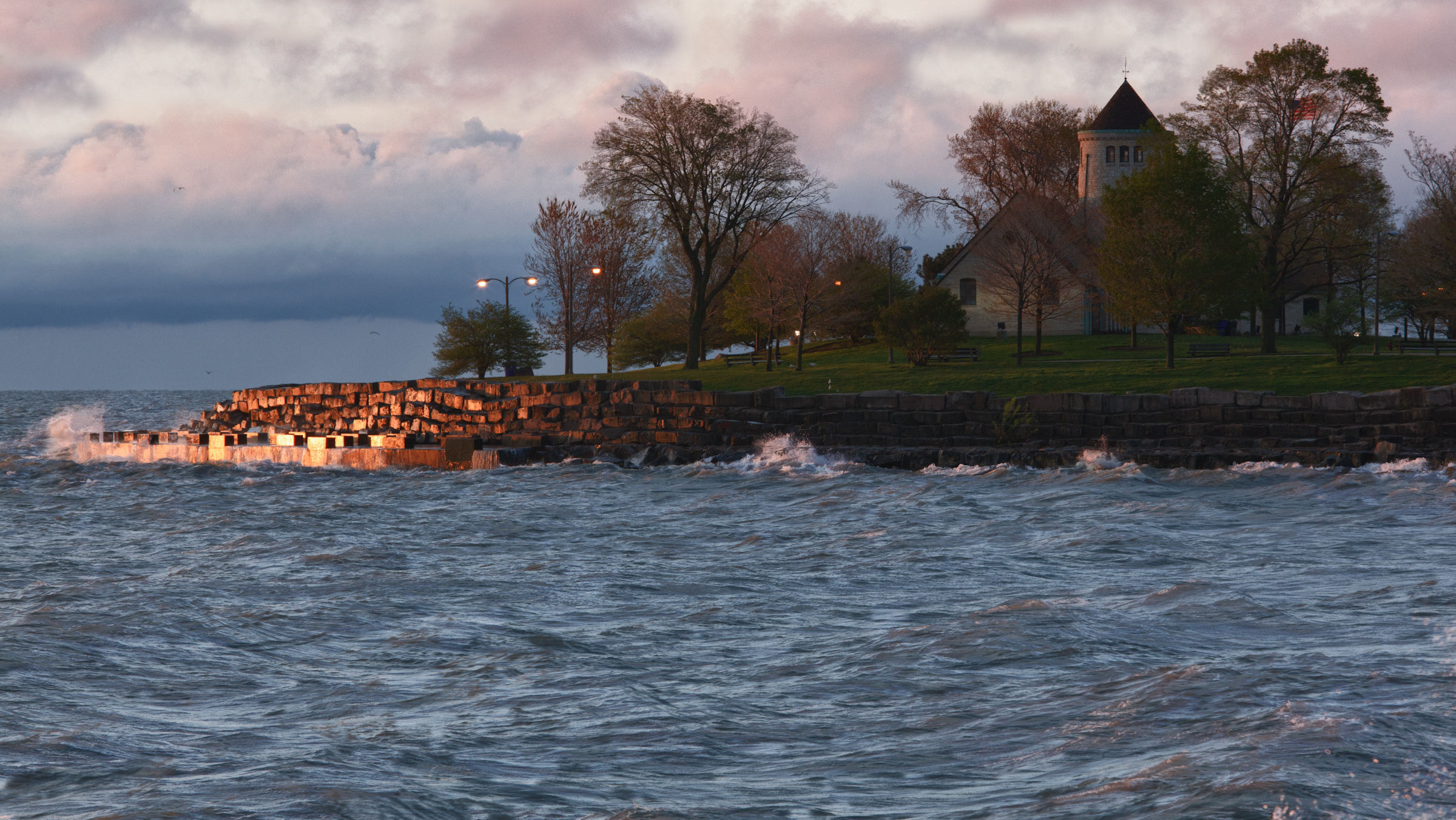
Vue sur les rives et les blocs de calcaire.
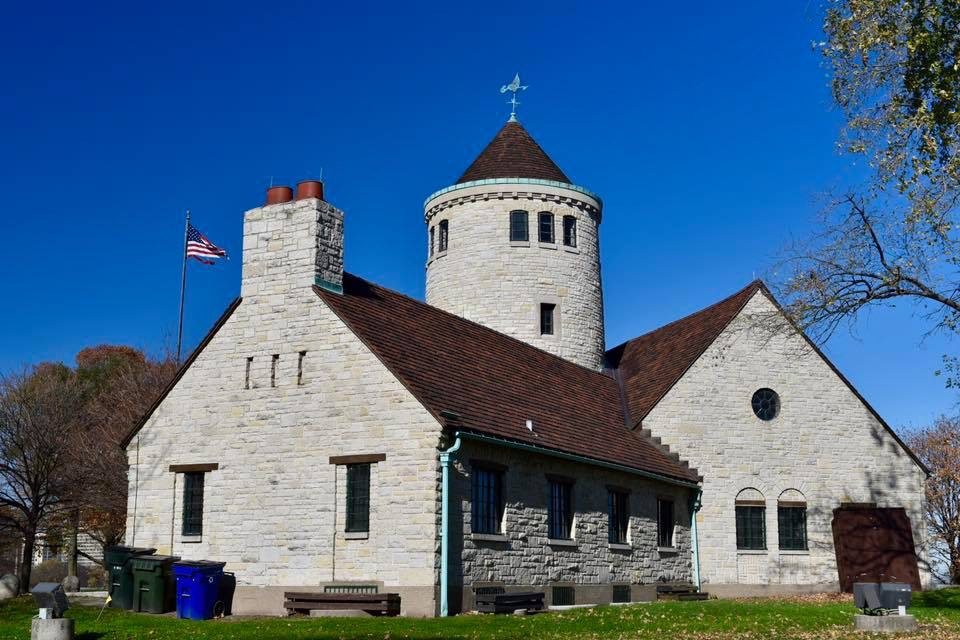
La Promontory Point Field House (1937).